# Кашмер
Кашме́р (перс. کاشمر‎) — город в северо-восточной части Ирана, в остане Хорасан-Резави. Административный центр шахрестана Кашмер.

## География
Расположен на юго-западе центральной части остана, в 217 км к юго-западу от города Мешхед, вблизи реки Сиш-Тараз.

## Экономика
Город известен как важный центр экспорта изюма, шафрана и ковров.

## Население
Население по данным на 2012 год составляет 88 401 человек; по данным переписи 2006 года оно насчитывало 81 527 человек.
| 1986   | 1991   | 1996   | 2006   | 2012   |
| ------ | ------ | ------ | ------ | ------ |
| 49 259 | 58 522 | 69 177 | 81 527 | 88 401 |